# John Howard Dellinger
John Howard Dellinger (* 3. Juli 1886 in Cleveland, Ohio; † 28. Dezember 1962) war ein US-amerikanischer Telekommunikations-Ingenieur, der entdeckte, wie Sonnenflecken die Kurzwellen-Weitverkehrsverbindungen unterbrechen (Mögel-Dellinger-Effekt, MDE). 
Nach seinem Studium an der Western Reserve University und George Washington University, wo er 1908 seinen Bachelor of Arts erwarb, erhielt er 1913 seinen Ph.D. an der Princeton University. 1932 erwarb er an der George Washington University seinen zweiten Doktorgrad. 
Von 1907 bis 1948 arbeitete er am National Bureau for Standards als Physiker und Chef des Central Radio Propagation Laboratory. Daneben leitete er noch diverse andere Gremien. 
Hans Mögel hatte den MDE schon Ende der 1920er entdeckt und am 12. September 1930 in einem Vortrag der Deutschen Geophysikalischen Gesellschaft beschrieben. 1935 beschrieb Dellinger den MDE der Standardisierungsbehörde. 1938 erhielt er die IRE Medal of Honor und ein Mondkrater wurde nach ihm benannt. 

## Veröffentlichungen
- High-Frequency Ammeters; Princeton, Univ., Diss., 1913
- The temperature coefficient of resistance of copper; Washington, 1911; In:  Bulletin of the Bureau of Standards; Vol.7, Nr 1., Reprint. Nr 147
- A new radio transmission phenomenon; Phys. Rev., 48, 705, 1935.